# Олівер Кан
О́лівер Рольф Кан (нім. Oliver Rolf Kahn, * 15 червня 1969, Карлсруе) — німецький футболіст, голкіпер, чотириразовий найкращий голкіпер світу і Європи (1999, 2000, 2001, 2002), дворазовий найкращий голкіпер Німеччини (2000, 2001), п'ятиразовий найкращий голкіпер Бундесліги (1994, 1997, 1998, 1999, 2001), найкращий гравець і голкіпер Мундіалю-2002.
В 1985—1994 роках грав за «Карлсруе» (в основному складі — з 1990, в національній збірній — з 1995), 1 липня 1994 перейшов до мюнхенської «Баварії». В фіналі Ліги чемпіонів 2001, в матчі з «Валенсією», відбив три пенальті, забезпечивши перемогу своїй команді.
На чемпіонаті світу в Німеччині в 2006 році завершив виступи в збірній, зігравши в матчі за третє місце проти збірної Португалії.
29 березня 2008 року вийшов на третє місце за кількістю зіграних матчів в чемпіонаті Німеччини, взявши участь в зустрічі з «Нюрнбергом» (1:1). Голкіпер зрівнявся з колишнім футболістом «Шальке 04» Клаусом Фіхтелем, котрий зіграв 552 гри. Більше матчів в Бундеслізі провели лише Манфред Кальц (581) і Карл-Хайнц Кербель (602). По закінченні сезону 2007/08 завершив кар'єру.

## Статистика виступів

### Статистика клубних виступів
| Сезон                   | Команда                 | Чемпіонат               | Чемпіонат | Чемпіонат | Національний кубок | Національний кубок | Національний кубок | Континентальні кубки | Континентальні кубки | Континентальні кубки | Інші змагання | Інші змагання | Інші змагання | Усього | Усього |
| Сезон                   | Команда                 | Ліга                    | Ігор      | Голів     | Ліга               | Ігор               | Голів              | Ліга                 | Ігор                 | Голів                | Ліга          | Ігор          | Голів         | Ігор   | Голів  |
| ----------------------- | ----------------------- | ----------------------- | --------- | --------- | ------------------ | ------------------ | ------------------ | -------------------- | -------------------- | -------------------- | ------------- | ------------- | ------------- | ------ | ------ |
| 1987–88                 | «Карлсруе СК»           | БЛ                      | 2         | -6        | КН                 | 0                  | -0                 | -                    | -                    | -                    | -             | -             | -             | 2      | -6     |
| 1988–89                 | «Карлсруе СК»           | БЛ                      | 2         | -3        | КН                 | 0                  | -0                 | -                    | -                    | -                    | -             | -             | -             | 2      | -3     |
| 1989–90                 | «Карлсруе СК»           | БЛ                      | 0         | -0        | КН                 | 0                  | -0                 | -                    | -                    | -                    | -             | -             | -             | 0      | -0     |
| 1990–91                 | «Карлсруе СК»           | БЛ                      | 22        | -27       | КН                 | 0                  | -0                 | -                    | -                    | -                    | -             | -             | -             | 22     | -27    |
| 1991–92                 | «Карлсруе СК»           | БЛ                      | 37        | -47       | КН                 | 2                  | -1                 | -                    | -                    | -                    | -             | -             | -             | 39     | -48    |
| 1992–93                 | «Карлсруе СК»           | БЛ                      | 34        | -54       | КН                 | 5                  | -3                 | -                    | -                    | -                    | -             | -             | -             | 39     | -57    |
| 1993–94                 | «Карлсруе СК»           | БЛ                      | 31        | -38       | КН                 | 4                  | -5                 | КУЄФА                | 10                   | -7                   | -             | -             | -             | 45     | -50    |
| Усього за «Карлсруе СК» | Усього за «Карлсруе СК» | Усього за «Карлсруе СК» | 128       | -175      |                    | 11                 | -9                 |                      | 10                   | -7                   |               | -             | -             | 149    | –1     |
| 1994–95                 | «Баварія»               | БЛ                      | 23        | -27       | КН                 | 1                  | -1                 | ЛЧ                   | 5                    | -6                   | СН            | 1             | -3            | 30     | -37    |
| 1995–96                 | «Баварія»               | БЛ                      | 32        | -42       | КН                 | 2                  | -3                 | КУЄФА                | 12                   | -10                  | -             | -             | -             | 46     | -55    |
| 1996–97                 | «Баварія»               | БЛ                      | 32        | -32       | КН                 | 4                  | -3                 | КУЄФА                | 2                    | -3                   | -             | -             | -             | 38     | -38    |
| 1997–98                 | «Баварія»               | БЛ                      | 34        | -37       | КН                 | 6                  | -6                 | ЛЧ                   | 8                    | -7                   | КЛ            | 2             | -0            | 50     | -50    |
| 1998–99                 | «Баварія»               | БЛ                      | 30        | -22       | КН                 | 6                  | -4                 | ЛЧ                   | 13                   | -12                  | КЛ            | 2             | -0            | 51     | -38    |
| 1999–00                 | «Баварія»               | БЛ                      | 27        | -21       | КН                 | 5                  | -3                 | ЛЧ                   | 13                   | -14                  | КЛ            | 0             | -0            | 45     | -38    |
| 2000–01                 | «Баварія»               | БЛ                      | 32        | -36       | КН                 | 2                  | -1                 | ЛЧ                   | 16                   | -10                  | КЛ            | 2             | -2            | 52     | -49    |
| 2001–02                 | «Баварія»               | БЛ                      | 32        | –         | КН                 | 4                  | -4                 | ЛЧ                   | 12                   | -10                  | КЛ+СУ+МКК     | 1+1+1         | -1 + -3 + -0  | 51     | -38    |
| 2002–03                 | «Баварія»               | БЛ                      | 33        | -22       | КН                 | 6                  | -3                 | ЛЧ                   | 6                    | -8                   | КЛ            | 0             | -0            | 45     | -33    |
| 2003–04                 | «Баварія»               | БЛ                      | 33        | -39       | КН                 | 4                  | -3                 | ЛЧ                   | 8                    | -8                   | КЛ            | 1             | -3            | 46     | -52    |
| 2004–05                 | «Баварія»               | БЛ                      | 32        | -28       | КН                 | 5                  | -1                 | ЛЧ                   | 10                   | -13                  | КЛ            | 2             | -2            | 49     | -44    |
| 2005–06                 | «Баварія»               | БЛ                      | 31        | -26       | КН                 | 6                  | -2                 | ЛЧ                   | 7                    | -8                   | КЛ            | 0             | -0            | 44     | -36    |
| 2006–07                 | «Баварія»               | БЛ                      | 32        | -37       | КН                 | 1                  | -0                 | ЛЧ                   | 9                    | -9                   | КЛ            | 1             | -2            | 43     | -48    |
| 2007–08                 | «Баварія»               | БЛ                      | 26        | -18       | КН                 | 5                  | -4                 | КУЄФА                | 9                    | -13                  | КЛ            | 2             | -1            | 42     | -36    |
| Усього за «Баварію»     | Усього за «Баварію»     | Усього за «Баварію»     | 429       | -407      |                    | 57                 | -38                |                      | 130                  | -131                 |               | 16            | -17           | 632    | -593   |
| Усього за кар'єру       | Усього за кар'єру       | Усього за кар'єру       | 557       | -582      |                    | 68                 | -47                |                      | 140                  | -138                 |               | 16            | -17           | 781    | -784   |

## Досягнення
- Віце-чемпіон світу: 2002
- Бронзовий призер чемпіонату світу: 2006
- Чемпіон Європи: 1996
- Чемпіон Німеччини: 1997, 1999, 2000, 2001, 2003, 2005, 2006, 2008
- Володар Кубку Німеччини: 1998, 2000, 2003, 2005, 2006, 2008
- Володар Кубка німецької ліги: 1997, 1998, 1999, 2000, 2004, 2007
- Володар Кубка УЄФА: 1996
- Переможець Ліги Чемпіонів УЄФА: 2001
- Володар Міжконтинентального кубку: 2001

- Найкращий футбольний воротар світу: 1999, 2001, 2002
- Найкращий футбольний воротар Європи: 1999, 2000, 2001, 2002
- Футболіст року в Німеччині: 2000, 2001
- Найкращий воротар Бундесліги: 1994, 1997, 1998, 1999, 2001
- Найкращий гравець: ЧС-2002
- Найкращий воротар: ЧС-2002
- Приз УЄФА за чесну гру: 2001
- Входить до списку ФІФА 100

## Цікаві факти
- Полюбляє грати в гольф і у вільний час бере участь в турнірах з гольфу.
- Кан суворо ставиться до свого іміджу і не дозволяє використовувати своє ім'я в комп'ютерних іграх, на зразок футбольних менеджерів. Тому в іграх, виданих в Німеччині, він з'являється під ім'ям Єнс Мустерманн: прізвище Мустерманн (буквально «людина-зразок») часто використовується в Німеччині на зразках посвідчень, заповнення анкет і т. ін., а ім'я провокаційне, оскільки так звати його конкурента за місце у складі збірної Єнса Леманна.
- На тренуванні, перед матчем 2006 року проти «Армінії» Білефельд, запасний голкіпер «Баварії», Ренсінг, розминав Кана ударами по воротах. Один з м'ячів потрапив Кану в око і те розпухло, через що Олівер не зміг вийти на поле. З Ренсінгом на воротах «Баварія» виграла цей матч 2-0.